# Гуго II (Тюбинген)
Гуго II (нем. Hugo II. von Tübingen; ок. 1125 — 18 декабря 1182) — пфальцграф Тюбингена.
Сын Гуго I фон Тюбингена и Хеммы фон Цоллерн.

## Биография
Упоминается в различных документах с 1139 года, сначала вместе с отцом, а после его смерти (1152 год) — вместе со старшим братом Фридрихом (ум. 1162/1163).
В 1155 году участвовал в коронации императора Фридриха Барбаросса в Риме.
Не позднее 1158 года женился на Елизавете — дочери графа Рудольфа фон Брегенца и его второй жены Вульфильды Баварской. Согласно генеалогическим сайтам, невеста в то время находилась ещё в детском возрасте. Елизавета после смерти отца (1160 год) унаследовала Монфорт и Брегенц.
Также Гуго II получил в лен от герцога Сполето Вельфа VI (дяди жены) часть графства Глемсгау с городами Бург и Асперг.
Вскоре он поссорился с Вельфом VI после того, как приказал повесить одного из его рыцарей за разбойничество, а своих членов той же банды отпустил. Тот предложил своему сыну Вельфу VII наказать пфальцграфа. Так началась война, которая в немецких источниках называется Tübinger Fehde.
Вельф VII собрал армию — 2200 человек, которую возглавил граф Генрих фон Воринген (Heinrich von Voringen). В неё входили вооружённые отряды епископов Аугсбурга, Шпейера и Вормса, герцога Бертольда Церингена, маркграфов Бадена и Фобурга, графов фон Кальв и фон Ронсберг. Во второй половине дня 6 сентября 1164 года армия подошла к Тюбингену и расположилась на отдых после длительного марша.
Гуго II и его союзник герцог Швабии Фридрих фон Ротенбург собрали 1500 человек. Оценив численное превосходство армии противника, они решили её атаковать до того, как она восстановит свои силы. Битва продолжалась два часа и закончилась поражением Вельфа VII и его союзников, 900 человек попали в плен (освобождены без уплаты выкупа по требованию Фридриха Барбароссы).
Война продолжилась, и в 1166 году в неё снова вмешался император. По его приказу Гуго II был схвачен и полтора года провёл в заключении. Освобождён после смерти Вельфа VII.
В 1171 году Гуго II основал монастырь Мархталь.

## Семья
Дети:
- Генрих, умер при жизни отца.
- Рудольф I (ум. 1219), пфальцграф Тюбингена.
- Гуго (ум. 1230/34), граф Брегенца, первый граф Монфорта.